# Canton de Beaulieu-sur-Dordogne
Le canton de Beaulieu-sur-Dordogne est une ancienne division administrative française située dans le département de la Corrèze, en région Limousin.

## Histoire
Le canton de Beaulieu-sur-Dordogne est l'un des cantons de la Corrèze créés en 1790, en même temps que la plupart des autres cantons français. Il a d'abord été rattaché au district de Brive avant de faire partie de l'arrondissement de Brive-la-Gaillarde.

### Redécoupage cantonal de 2014-2015
Par décret du 24 février 2014, le nombre de cantons du département passe de 37 à 19, avec mise en application aux élections départementales de mars 2015. Le canton de Beaulieu-sur-Dordogne est supprimé à cette occasion. Ses treize communes sont alors rattachées au canton du Midi corrézien (bureau centralisateur : Beynat).

## Géographie
Ce canton était organisé autour de Beaulieu-sur-Dordogne dans l'arrondissement de Brive-la-Gaillarde. Son altitude variait de 120 m (La Chapelle-aux-Saints) à 544 m (Chenailler-Mascheix) pour une altitude moyenne de 257 m.

## Administration

### Conseillers généraux de 1833 à 2015
| Période      | Période          | Identité                                          | Étiquette     | Qualité                                                                |
| ------------ | ---------------- | ------------------------------------------------- | ------------- | ---------------------------------------------------------------------- |
| 1833         | 1837 (démission) | Baron Antoine de Costa (1774-1842)                |               | Maire de Beaulieu-sur-Dordogne                                         |
| 1837         | 1852 (décès)     | Émile Mombrial                                    |               | Juge de paix, adjoint au maire puis maire de Beaulieu-sur-Dordogne     |
| 1852         | 1871             | Camille Honoré de Planchard de Cussac (1811-1889) |               | Juge de paix                                                           |
| 1871         | 1873 (démission) | Joseph Arthur Dufaure du Bessol                   |               | Général, propriétaire à Beaulieu-sur-Dordogne                          |
| 1873         | 1889 (décès)     | Amédée Mazeyrac                                   | Républicain   | Notaire - Maire de Beaulieu-sur-Dordogne                               |
| 1889         | 1889             | Auguste Lobbé                                     |               | Ingénieur civil Maire de Beaulieu-sur-Dordogne                         |
| 1889         | 1900 (décès)     | Amédée Mazeyrac (fils)                            | Républicain   | Maire de Beaulieu-sur-Dordogne                                         |
| 1900         | 1901             | Jules Donnève                                     | Rad           | Pharmacien à Beaulieu-sur-Dordogne, conseiller d'arrondissement        |
| 1901         | 1913             | Victor Massalve                                   | Rad           | Propriétaire à Nonards, conseiller d'arrondissement                    |
| 1913         | 1940             | Gabriel Gleize                                    | PRS puis SFIO | Viticulteur Maire de Queyssac-les-Vignes (1904-1956)                   |
|              |                  |                                                   |               |                                                                        |
| 1945         | 1956 (décès)     | Gabriel Gleize                                    | SFIO          | Viticulteur Maire de Queyssac-les-Vignes                               |
| 11 mars 1956 | 1967             | François Vigier                                   | Rad puis FGDS | Industriel Maire de Beaulieu-sur-Dordogne                              |
| 1967         | 1979             | Lucien Rougery                                    | DVD           | Pharmacien Maire de Beaulieu-sur-Dordogne                              |
| 1979         | 1985             | Albert Audubert                                   | PS            | Professeur d'université Maire de La Chapelle-aux-Saints                |
| 1985         | 1992             | René Malmartel                                    | RPR           | Directeur honoraire de la Chambre d'Agriculture, Queyssac-les-Vignes   |
| 1992         | 1998             | Michel Sapin                                      | RPR           | Agent immobilier à Beaulieu-sur-Dordogne                               |
| 1998         | 2004             | Jacques Vigier                                    | RPR           | Sylviculteur Maire de Beaulieu-sur-Dordogne (2001-2008)                |
| 2004         | 2015             | Jacques Descargues                                | PS            | Secrétaire général de l'ONF Maire de Beaulieu-sur-Dordogne (2008-2014) |

### Élections cantonales des 21 et 28 mars 2004
Source : Ministère de l'Intérieur, de l'Outre-mer et des Collectivités territoriales
1er tour
- Jacques Descargues (PS) - 32,79 %
- Jacques Vigier (UMP), maire de Beaulieu-sur-Dordogne - 37,98 %
- Laetitia Frederich (FN) - 3,67 %
- Jean-Marie Roume (PCF), maire de Nonards - 25,57 %

2e tour
- Jacques Descargues (PS) - 53,06 % - Élu
- Jacques Vigier (UMP), maire de Beaulieu-sur-Dordogne - 46,94 %

### Conseillers d'arrondissement (de 1833 à 1940)
| Période                                  | Période          | Identité                                 | Étiquette   | Qualité |
| ---------------------------------------- | ---------------- | ---------------------------------------- | ----------- | --- |
| 1833                                     | 1840 (décès)     | Jean Marc Antoine Lestourgie (1782-1840) |             | Médecin, chirurgien, maire de Beaulieu                                                                      |
| 1840                                     | 1848             | Jean Mazeyrac                            |             | Avocat et notaire à Beaulieu                                                                                |
|                                          |                  |                                          |             | |
| 1883                                     | 1889             | M. Lacoste                               |             | |
| 1889                                     |                  | M. Boyer                                 | Républicain | |
|                                          | 1900 (démission) | Jules Donnève                            | Rad         | Pharmacien à Beaulieu-sur-Dordogne                                                                          |
| 1900                                     | 1901             | Victor Massalve                          | Rad         | Propriétaire à Nonards                                                                                      |
|                                          |                  |                                          |             | |
| 1910                                     |                  | Étienne Dupuy                            | Radical     | Maire de Beaulieu                                                                                           |
|                                          |                  |                                          |             | |
| 1922                                     | 1940             | Antoine Host                             | Radical     | Boucher à Beaulieu                                                                                          |
| 1940                                     |                  |                                          |             | Les conseils d'arrondissement ont été suspendus par la loi du 12 octobre 1940 et n'ont jamais été réactivés |
| Les données manquantes sont à compléter. |                  |                                          |             | |

## Composition
Le canton de Beaulieu-sur-Dordogne regroupait treize communes et comptait 4 057 habitants au 1er janvier 2012.
| Nom                               | Code Insee | Intercommunalité  | Population (dernière pop. légale) |
| --------------------------------- | ---------- | ----------------- | --------------------------------- |
| Beaulieu-sur-Dordogne (chef-lieu) | 19019      | CC Midi Corrézien | 1 184 (2014)                      |
| Astaillac                         | 19012      | CC Midi Corrézien | 227 (2014)                        |
| Bilhac                            | 19026      | CC Midi Corrézien | 196 (2014)                        |
| Brivezac                          | 19032      | CC Midi Corrézien | 173 (2014)                        |
| La Chapelle-aux-Saints            | 19044      | CC Midi Corrézien | 252 (2014)                        |
| Chenailler-Mascheix               | 19054      | CC Midi Corrézien | 196 (2014)                        |
| Liourdres                         | 19116      | CC Midi Corrézien | 253 (2014)                        |
| Nonards                           | 19152      | CC Midi Corrézien | 464 (2014)                        |
| Puy-d'Arnac                       | 19169      | CC Midi Corrézien | 280 (2014)                        |
| Queyssac-les-Vignes               | 19170      | CC Midi Corrézien | 212 (2014)                        |
| Sioniac                           | 19260      | CC Midi Corrézien | 248 (2014)                        |
| Tudeils                           | 19271      | CC Midi Corrézien | 248 (2014)                        |
| Végennes                          | 19280      | CC Midi Corrézien | 171 (2014)                        |

## Démographie
| 1962  | 1968  | 1975  | 1982  | 1990  | 1999  | 2006  | 2011  | 2012  |
| ----- | ----- | ----- | ----- | ----- | ----- | ----- | ----- | ----- |
| 5 453 | 5 044 | 4 627 | 4 416 | 3 983 | 3 777 | 3 955 | 4 074 | 4 057 |